# Múscul genioglòs
El múscul genioglòs (musculus genioglossus) és un múscul que s'estén des de la barbeta fins a la llengua. El genioglòs és el principal múscul responsable de l'acció de treure la llengua o que sobresurti de la boca. És un múscul extrínsec que té forma de ventall i que forma la major part del que és la llengua. Té l'origen en l'apòfisi geniana superior de la mandíbula; i les seves insercions són l'os hioide i la part inferior de la llengua. El nom deriva de les arrels gregues: geneion (barbeta), i glossa (llengua).
El genioglòs deprimeix i fa que sobresurti la llengua.:991 Està innervat pel nervi hipoglòs. Una relaxació dels músculs genioglòs i el geniohioidal, especialment durant el son REM, està implicada en l'apnea obstructiva del son. D'altra banda, els danys perifèrics del nervi hipoglòs pot provocar la desviació de la llengua en la part danyada. L'observació del comportament del múscul genioglòs –es demana al pacient que tregui la llengua–, sovint s'utilitza com un indicador per avaluar la funció del nervi hipoglòs.:992

## Imatges

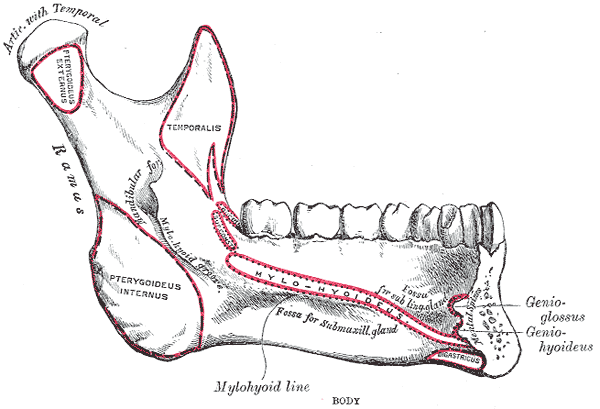
Superfície interior de la mandíbula. Vista lateral.
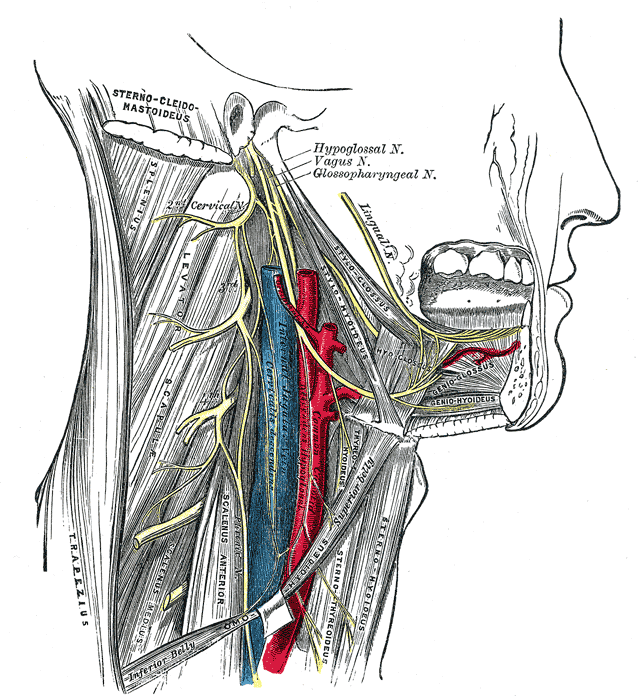
Nervi hipoglòs, plexe cervical i les seves branques.

| Imatges de disseccions |
| --- |
| - Múscul genioglòs - Múscul genioglòs - Múscul genioglòs - Múscul genioglòs - Múscul genioglòs - Múscul genioglòs - Múscul genioglòs - Múscul genioglòs |